# Перед завісою
Перед завісою (рос. Перед занавесом. Зарубежные дневники) — книга-тревелог вражень від відвідування країн Європи, Північної Америки та Азії

## Історія створення
Книга «Перед завісою» написана Петером Зігмундовичем Демантом (літературний псевдонім — Вернон Кресс) російською мовою, яку автор, до того німецькомовний, вивчив уже в дорослому віці під час багатолітнього перебування на Колимі, куди він попав після арешту (за звинуваченням в шпіонажі) у Чернівцях за два тижні до початку німецько-радянської війни (червень 1941).

Після остаточного звільнення в 1978 році (реабілітований тільки в 1991) Демант оселився в Москві, займався письменницькою діяльністю і громадською роботою.

Після розпаду Радянського Союзу у нього появилась можливість поїхати за кордон з туристичною метою, а більше - на запрошення ще чернівецьких друзів дитинства і юності. Враження від цих поїздок, упорядковані і підготовлені до друку його дружиною Іриною Петрівною Вєчною, і лягли в основу цієї книги.

Назва книги: «Перед завісою» - символічна:милі серцю автора поїздки припали на завершальні роки його життя.

Остання поїздка Петера Деманта в 2005 році (за рік до його смерті) була на запрошення керівників міста Інсбрук (Австрія), де він народився.

## Що кидається у вічі
1.В якій би країні не був мандрівник – він всюди, в кожній розповіді, звертає увагу на чистоту, що, можливо, дисонує з попереднім досвідом його життя.

2.Майже в кожній своїй розповіді оповідач згадує про Буковину, з якою пов’язані його спогади про дитинство і юність. Навіть в розповіді про Інсбрук – місці свого народження – ми зустрічаємо такі слова:

«… що ще вразило – була вона дружиною сина полковника мого уланського полку і знала буквально всі міські плітки Чернівців тих часів»;

«… Звичайно, знову розмови про Буковину – він влітку поїде туди з цілим автобусом студентів і викладачів. Мені б з ними!».

## Зміст
- Книга складається з шести російськомовних розповідей різної продовжуваності про відвідування з туристичною (або туристично-гостинною) метою шести країн Європи, Азії, Північної Америки та Близького Сходу. Термін цих поїздок був дуже різним: від тижня (Китай) до трьох місяців (США). Більша частина поїздок відбувалась за кошти його друзів, які проживали в країнах відвідування.

Поїздки відбувались в період 1990-2005 років.
- Перелік розповідей та їх коротка характеристика:

1. По той бік Альп (рос. По ту сторону Альп) – Швейцарія, на кордоні з Італією, 1991 рік.

2. Пекін (рос. Пекин) – столиця Китаю Пекін та його околиці, 1991;

3. Колібрі і Бігхорн (рос. Колибри и Бигхорн) – США, крайній південь на кордоні з Мексикою, північний район на кордоні з Канадою та Сан-Франциско і Чикаго, 1992;

4. Єрусалим (рос. Иерусалым) – екскурсія до «Вічного міста», 1993;

5.На північ, до Нордкапу (рос. На север, к Нордкапу) – туристична поїздка на круїзному теплоході навколо Скандинавії до північної точки Європи – мису Нордкап, 2001;

6.На старій Батьківщині – в Тиролі (рос. На старой Родине – в Тироле) – поїздка за запрошенням керівництва міста Інсбрук (Австрія) – міста, де народився Петер Демант; 2005.